# Pteropepon
Pteropepon là một chi thực vật có hoa trong họ Cucurbitaceae.

## Phân bố
Các loài trong chi này được tìm thấy ở Nam Mỹ, từ miền tây Nam Mỹ tới tây bắc Argentina và Brasil.

## Các loài
Chi Pteropepon gồm 5 loài:
- Pteropepon acariaeanthus (Harms) H.Schaef. & S.S.Renner, 2011: Bolivia, Colombia, Ecuador, Peru.
- Pteropepon deltoideus (Cogn.) Cogn., 1916: Bolivia, Brasil (bắc, đông nam), Colombia, Ecuador, Peru.
- Pteropepon monospermus (Vell.) Cogn., 1916: Ecuador.
- Pteropepon oleiferum Cogollo & Pipoly, 1995: Colombia.
- Pteropepon parodii Mart.Crov., 1950: Tây bắc Argentina, Bolivia.